# John Houghton (mártir)
São João Houghton, O.Cart., (1486 - Londres, 4 de maio de 1535) é um mártir e santo da Igreja Católica,  foi um eremita cartuxo e sacerdote católico e primeiro mártir Inglês da Igreja Católica a morrer em consequência do Ato de Supremacia do rei Henrique VIII da Inglaterra. Foi também o primeiro membro da sua Ordem a morrer como um mártir.
John Houghton foi canonizado pelo Papa Paulo VI em 1970 junto com os "Quarenta Mártires da Inglaterra e Gales", e a sua festa litúrgica é em 25 de outubro.

## Início da vida
Nascido por volta de 1487, Houghton foi (de acordo com um de seus colegas cartuxos) educado em Cambridge, mas não pode ser identificado entre os registros sobreviventes. Da mesma forma, nenhum registro certo pode ser encontrado de sua ordenação.
Diz-se que ele escapou de um casamento arranjado assim que completou seus estudos e se refugiou com um padre devoto.

## Vida monástica
Ele ingressou na Charterhouse de Londres em 1516, progrediu para sacristão em 1523 e procurador em 1528. Em 1531, tornou-se prior do Beavale em Nottinghamshire. Porém, em novembro daquele ano, foi eleito prior da casa londrina, à qual voltou. Além disso, na primavera seguinte foi nomeado Visitador Provincial, à frente dos cartuxos ingleses.
Em abril de 1534, dois agentes reais visitaram a Cartuxa. Houghton os aconselhou que "não pertencia à sua vocação e vocação nem à de seus súditos intrometer-se ou discutir os negócios do rei, nem poderiam ou deveriam fazê-lo, e que não lhe dizia respeito quem o rei desejava divorciar-se ou casar-se, desde que não lhe pedissem opinião”. Ele pediu que ele e sua comunidade fossem isentos do juramento exigido pela nova Lei de Sucessão , o que resultou na prisão dele e de seu procurador, Humphrey Middlemore, e levado para a Torre de Londres. No entanto, no final de maio, eles foram persuadidos de que o juramento era compatível com seu catolicismo, com a cláusula "até onde a lei de Cristo permite" e retornaram à Cartuxa, onde (na presença de um grande grupo armado força) toda a comunidade fez as profissões exigidas.

## Prisão e execução
No entanto, em 1535, a comunidade foi chamada a fazer o novo juramento conforme prescrito pelo Ato de Supremacia de 1534, que reconhecia Henrique como o Chefe Supremo da Igreja de Inglaterra. Novamente, Houghton, desta vez acompanhado pelos chefes das outras duas casas cartuxas inglesas (Robert Lawrence, prior de Beauvale, e Augustine Webster, prior de Axholme), pleiteou uma isenção, mas desta vez foram sumariamente presos. Eles foram chamados perante uma comissão especial em abril de 1535 e condenados à morte, junto com Richard Reynolds, um monge da Abadia de Syon.
Houghton, junto com os outros dois cartuxos, Reynolds e John Haile de Isleworth, foi enforcado, arrastado e esquartejado em Tyburn em 4 de maio de 1535.
Os três priores foram levados para Tyburn em seus hábitos religiosos e não foram previamente laicizados do sacerdócio e do estado religioso, como era o costume da época. De sua cela de prisão na Torre, Thomas More viu os três priores cartuxos sendo arrastados para Tyburn em obstáculos e exclamou para sua filha: "Olhe, Meg! Esses abençoados padres estão indo agora tão alegremente para a morte quanto os noivos para o casamento!" John Houghton foi o primeiro a ser executado. Depois que ele foi enforcado, ele foi levado vivo, e o processo de esquartejamento começou.
A tradição católica relata que quando Houghton estava prestes a ser esquartejado, quando o carrasco abriu seu peito para remover seu coração, ele orou: "Ó Jesus, o que farias com meu coração?". Seus companheiros foram massacrados em seguida. Após sua morte, seu corpo foi cortado em pedaços e pendurado em diferentes partes de Londres.

## Legado
Foi beatificado em 29 de dezembro de 1886 pelo Papa Leão XIII e canonizado em 25 de outubro de 1970 pelo Papa Paulo VI.
Há um mosaico de Houghton na Igreja Católica Romana do Santo Nome de Jesus, Oxford Road, Chorlton-on-Medlock, Manchester.
Uma pintura do protomártir cartuxo do notável pintor Francisco Zurbarán, o retrata com o coração na mão e uma corda no pescoço.
Na sala capitular da Cartuxa de St. Hugh , na Inglaterra, existe uma pintura representando o martírio dos três priores.
Há vitrais de Saint John Houghton nas seguintes igrejas:
- Igreja do Priorado de São Domingos em Londres[9][10]
- Nossa Senhora e os Mártires Ingleses em Cambridge[11][12]
- Abadia de Belmont fora de Hereford[13]
- Igreja de São Marcos em Mansfield[14]
- Catedral de Shrewsbury, ele está ao lado de Thomas More na quinta janela.[15]

St John Houghton Catholic Voluntary Academy é nomeado em sua homenagem.